# Tom Saintfiet
Tom Saintfiet (Mol, Bélgica, 29 de marzo de 1973) es un entrenador de fútbol belga. Actualmente dirige a la selección de Malí.

## Trayectoria
Saintfiet ha entrenado en varios países, incluidos Bélgica, Catar, Alemania, Islas Feroe, Finlandia, Jordania y Países Bajos. También ha trabajado en África, habiendo sido entrenador de las selecciones nacionales de Namibia, Zimbabue, Etiopía, Malaui y Togo, entre otras. Saintfiet fue entrenador del club RoPS Rovaniemi de la Veikkausliiga. En 2002, entrenó al B71 Sandoy de las Islas Feroe y terminó segundo en la Primera División de las Islas Feroe. Luego se convirtió en entrenador del Al-Ittihad Sports Club en Catar (ahora llamado Al-Gharafa Sports Club). En 2004, dirigió a la selección de fútbol sub-17 de Catar logrando el tercer lugar en el Campeonato Sub-17 de la AFC, clasificándose para la Copa Mundial Sub-17 en el proceso. Antes de la Copa Mundial de la FIFA 2010, Saintfiet fue uno de los candidatos para dirigir la selección nacional de Nigeria para la campaña de la Copa Mundial en Sudáfrica. Sería nombrado director técnico del equipo en 2012 y se convirtió nuevamente en candidato para el puesto en 2016.

### Namibia
Saintfiet comenzó con éxito al vencer a la Comoras y Malaui y al empatar contra la Lesoto en la Copa COSAFA en Sudáfrica en julio de 2008. Namibia fue eliminada en los cuartos de final a manos del eventual campeón y anfitrión Sudáfrica. Los logros de Saintfiet con Namibia incluyen derrotar a la Zimbabue 4-2 en un partido de clasificación para la Copa Mundial de la FIFA 2010 y a la RD Congo 4-0 en un amistoso. Tres días después de un empate 1-1 a domicilio contra la Líbano en abril de 2009, Namibia volvió a obtener un resultado impresionante con un empate 0-0 a domicilio ante la Angola. Sin embargo, quizás su resultado más impresionante llegó en Durban, cuando Namibia empató 1-1 con Sudáfrica después de liderar durante gran parte del juego. Namibia solo había ganado 1 juego de 12 en los meses previos a la llegada de Saintfiet. Bajo su liderazgo, Namibia subió 34 lugares en la Clasificación mundial de la FIFA hasta la posición más alta que había logrado en los últimos 10 años. Después de estas actuaciones, la prensa namibia apodó a Saintfiet "El Santo" y un periódico incluso lo llamó "El Mesías".

### Zimbabue
Después de estar fuertemente vinculado con el trabajo, Sainfiet salió con éxito de una lista de 15 candidatos y firmó un contrato de cuatro años con la Asociación de Fútbol de Zimbabue (ZIFA) el 1 de octubre de 2010. En noviembre, las autoridades de inmigración de Zimbabue se negaron a emitió un permiso de trabajo al entrenador de los "Guerreros" y se le pidió a Saintfiet que se fuera. La ZIFA apeló la decisión tomada por el departamento de inmigración de rechazar la solicitud de permiso de trabajo de Saintfiet para entrenador de la selección nacional. El 10 de octubre, Zimbabue jugó contra la Cabo Verde en Harare en un partido de clasificación para la Copa Africana de Naciones 2012, y el partido resultó en un empate 1-1. Saintfiet había entrenado al equipo antes del partido, aunque tuvo que abandonar el campamento por problemas con los permisos de trabajo. Desde su base en Namibia, Saintfiet implementó las tácticas y seleccionó el equipo de la selección nacional que derrotó a la Mozambique 3-1 en el siguiente partido. Luego de que el departamento de inmigración le negara un permiso de trabajo por segunda vez, se vio obligado a dejar su puesto como entrenador en octubre de 2010. El exjugador del Manchester City Benjani Mwaruwari anunció su retiro internacional inmediatamente después de que Saintfiet fuera expulsado del país.

### Shabab Al-Ordon
A finales de diciembre de 2010, Saintfiet firmó un contrato de cuatro meses con los ganadores de la Copa AFC de 2007 Shabab Al-Ordon. Saintfiet mostró nuevamente una defensa bien organizada, con su equipo concediendo solo un gol en los primeros cinco partidos con él a cargo. Nunca perdió un partido con el club y los guio a la segunda posición en el campeonato nacional.

### Etiopía
Saintfiet fue nombrado entrenador en jefe de la Etiopía a fines de mayo de 2011. Dentro de los 10 días posteriores a su toma de posesión, guio a la selección nacional, compuesta por jugadores locales, a un empate 2-2 contra Nigeria en la Clasificación AFCON 2012. En un Estadio de Adís Abeba lleno, los fanáticos vieron a Etiopía tomar la delantera durante la mayor parte del juego, solo para que el capitán de Nigeria Joseph Yobo anotara en el minuto 86 para rescatar un punto. Después de vencer a la Madagascar por 4-2, Saintfiet renunció voluntariamente a su puesto como entrenador en jefe el 28 de octubre de 2011 citando desacuerdos con la FA.

### Nigeria
En marzo de 2012, Saintfiet fue nombrado director técnico de la Nigeria por la Federación de Fútbol de Nigeria (NFF). Sin embargo, el Ministerio de Deportes de Nigeria insinuó tres meses después que había muchos nigerianos competentes y prefería un director técnico nigeriano en lugar de uno extranjero. Por lo tanto, no pudo obtener una visa de trabajo para ingresar a Nigeria.

### Young Africans SC
En julio de 2012, Saintfiet se hizo cargo del Tanzania club Young Africans SC. Inmediatamente guio al club a ganar la Copa de Clubes CECAFA/Copa Interclubes Kagame 2012, la quinta Liga de Campeones de África Oriental y Central del club. También fue la primera vez que el club ganó el trofeo dos veces consecutivas. Sin embargo, fue despedido en septiembre después de dos partidos de liga debido a un desacuerdo con la directiva del club. Saintfiet dirigió 16 partidos, con 13 victorias, 1 empate y 2 derrotas antes de marcharse.

### Yemen, Malawi y Free State Stars
Entre 2012 y 2013, Saintfiet estuvo a cargo de la selección nacional de fútbol de Yemen. El 3 de julio de 2013, asumió como entrenador en jefe de la selección nacional de fútbol de Malaui en un contrato de tres meses. El objetivo era clasificar a Malaui por primera vez en la historia para la Copa del Mundo, pero no lo consiguió. La falta de presupuesto impidió que ambas partes extendieran el acuerdo de tres meses a un contrato a largo plazo. Dos años más tarde, el presidente de la FAM declaró en una entrevista con la BBC que sus malos resultados de los últimos dos años (2014-2015) se debieron a no haber fichado antes al Saintfiet.
El 2 de julio de 2014, fue nombrado entrenador en jefe del equipo sudafricano Free State Stars. El club había terminado la temporada anterior en el decimocuarto lugar de la liga nacional. Después de diez partidos de liga en la temporada 2014-2015 de la Primera División de Sudáfrica 2014-15, Saintfiet fue despedido después de una disputa con el director técnico e hijo del propietario, Kootso Mokoena. En ese momento el equipo estaba en el undécimo lugar de la liga, tres puntos detrás de los favoritos campeones Orlando Pirates y Bidvest Wits. En los meses posteriores a su despido, el equipo cayó a la zona de descenso (puesto 16) solo para ser rescatado en los últimos juegos.

### Togo
Saintfiet firmó un contrato como entrenador en jefe de Togo en mayo de 2015. Su primer partido al frente de la selección de Togo, sin embargo, había sido tres meses antes contra la Mauricio (28 de marzo), como provisional. Saintfiet guio a Togo hacia la clasificación para la Copa Africana de Naciones 2017. Dejó Togo en abril de 2016. En los 14 meses a cargo de los "Gavilanes", trabajó con 3 presidentes (y juntas) de FA diferentes y 2 ministros de deportes diferentes.

### Bangladés
Saintfiet firmó un breve contrato de tres meses con la Bangladés en junio de 2016. El comienzo de su mandato no fue bien, ya que Bangladés perdió 0-5 ante la Maldivas en un amistoso internacional, la mayor derrota en la carrera de Saintfiet hasta el momento. Pero el equipo se recuperó con un empate 0-0 en casa contra la selección nacional de fútbol de Bután en un partido de clasificación para la Copa Asiática de la AFC 2019. Saintfiet citó la falta de delanteros en el equipo como una de sus principales preocupaciones.

### Trinidad y Tabago
Saintfiet, quien asumió el cargo de entrenador en jefe de la Trinidad y Tobago el 7 de diciembre de 2016 tras el despido de Stephen Hart, presentó su renuncia a la Asociación de Fútbol de Trinidad y Tobago (TTFA) solo 35 días después. En los cuatro partidos que disputaron con Saintfiet a la cabeza, el equipo perdió 2-1 ante la Nicaragua y luego los derrotó 3-1. Trinidad y Tobago perdió en la prórroga ante la Surinam y la Haití en un desempate caribeño para las eliminatorias de la Copa Oro de CONCACAF 2017. Saintfiet citó la falta de apoyo como el motivo de su partida en un comunicado que emitió. Nunca pudo utilizar a su mejor equipo, los partidos se jugaban en fechas no FIFA y unos 15 jugadores importantes no estaban disponibles por diferentes motivos. Se vio obligado a utilizar en su mayoría jugadores locales, pero la TTFA y la liga no aceptaron su solicitud de posponer la liga por 2 semanas durante la preparación y los play-offs. Por esta razón, Saintfiet ni siquiera pudo seleccionar a sus mejores jugadores locales. Esto, combinado con el hecho de que TTFA ignorara su solicitud de un personal profesional calificado y capaz, fue la razón por la que renunció.

### Malta
El 11 de octubre de 2017, Saintfiet fue nombrado entrenador en jefe de la selección nacional de Malta, su primer nombramiento en una selección europea. Su primer partido en el cargo fue el 12 de noviembre de 2017, una derrota por 3-0 ante Estonia. Después de solo tres partidos a cargo y con informes de que Saintfiet fue uno de los entrenadores que solicitó el puesto como Camerún entrenador en jefe, la Asociación de Fútbol de Malta rescindió su contrato.

### Gambia
Saintfiet fue nombrado entrenador de la selección nacional de Gambia el 18 de julio de 2018. Debutó en un empate 1-1 contra la Argelia válido para la clasificación a la Copa Africana de Fútbol 2019. El 25 de marzo de 2021, Saintfiet hizo historia con Gambia al clasificar al país para la Copa Africana de Naciones por primera vez con una victoria por 1-0 sobre Angola en Bakau y al mismo tiempo terminar como el mejor equipo en Grupo D.
Gambia se unió a la Copa Africana de Naciones 2021 como el equipo con el ranking más bajo del torneo, así como el equipo con el ranking más bajo en participar en AFCON. Debutaron con una victoria por 1-0 sobre Mauritania seguida de un empate 1-1 contra la Malí. Gambia se clasificó para los octavos de final con un partido de sobra y el 20 de enero derrotó a la Túnez 1-0 en su último partido de grupo. Terminaron con los mismos puntos como Malí, que, sin embargo, ganó el grupo debido a una mejor diferencia de goles en general.
Gambia continuó impresionando en los octavos de final, derrotando a Guinea 1-0 para avanzar a los cuartos de final del torneo. Después de un empate sin goles en la primera mitad, Gambia perdió 2-0 ante la Camerún en los cuartos de final en Duala.
El 23 de enero de 2024, presentó su renuncia al cargo luego de que la selección africana quedara eliminada en la fase de grupos de la Copa Africana de Naciones 2023.

### Filipinas
El 26 de febrero de 2024, fue oficializado como entrenador de la selección nacional de Filipinas.Luego de quedar afuera de la clasificación para la Copa Mundial de la FIFA 2026, presentó su renuncia al cargo en agosto del mismo año.

### Malí
El 28 de agosto de 2024, asumió al frente de la selección nacional de Malí.

## Clubes como entrenador
| Club                           | País              | Año           |
| ------------------------------ | ----------------- | ------------- |
| Satellite FC                   | Guinea            | 2002          |
| B71 Sandoy                     | Islas Feroe       | 2002          |
| SC Telstar                     | Países Bajos      | 2003          |
| Al-Ittihad                     | Catar             | 2004          |
| Selección sub-17 de Catar      | Catar             | 2004-2005     |
| BV Cloppenburg                 | Alemania          | 2005          |
| FC Emmen                       | Países Bajos      | 2006-2007     |
| RoPS Rovaniemi                 | Finlandia         | 2008          |
| Selección de Namibia           | Namibia           | 2008-2010     |
| Selección de Zimbabue          | Zimbabue          | 2010          |
| Shabab Al-Ordon                | Jordania          | 2011          |
| Selección de Etiopía           | Etiopía           | 2011          |
| Selección de Nigeria           | Nigeria           | 2012          |
| Young Africans                 | Tanzania          | 2012          |
| Selección de Yemen             | Yemen             | 2012-2013     |
| Selección de Malaui            | Malaui            | 2013          |
| KV Turnhout                    | Bélgica           | 2014          |
| Free State Stars               | Sudáfrica         | 2014          |
| Selección de Togo              | Togo              | 2015-2016     |
| Selección de Bangladés         | Bangladés         | 2016          |
| Selección de Trinidad y Tobago | Trinidad y Tobago | 2016-2017     |
| Selección de Malta             | Malta             | 2017-2018     |
| Selección de Gambia            | Gambia            | 2018-2024     |
| Selección de Filipinas         | Filipinas         | 2024          |
| Selección de Malí              | Mali              | 2024-presente |

## Palmarés

### Como entrenador

#### Campeonatos internacionales
| Título                      | Club              | País     | Año  |
| --------------------------- | ----------------- | -------- | ---- |
| Copa de Clubes de la CECAFA | Young Africans SC | Tanzania | 2012 |